# Ferdinand von Lindemann
Carl Louis Ferdinand von Lindemann (1852-1939) là một nhà toán học người Đức. Năm 1882, ông đã chứng minh rằng π là số siêu việt, xác nhận một phỏng đoán được cả Adrien-Marie Legendre và Leonhard Euler đưa ra trước đó.

## Thân thế và sự nghiệp
Lindemann sinh ngày 12 tháng 4 năm 1852 ở Hanover, thủ đô của Vương quốc Hanover. Cha của ông, Ferdinand Lindemann, dạy ngôn ngữ hiện đại tại một trường trung học ở Hanover. Mẹ ông, Emilie Crusius, là con gái của hiệu trưởng trường trung học. Sau đó gia đình chuyển đến Schwerin, nơi Ferdinand trẻ đi học.
Ông nghiên cứu toán học tại Göttingen, Erlangen, và Munich. Tại Erlangen, ông nhận bằng tiến sĩ về hình học phi Euclide, dưới sự hướng dẫn bởi nhà toán học lừng danh bấy giờ Felix Klein. Lindemann sau đó giảng dạy ở Würzburg và tại Đại học Freiburg. Trong thời gian ở Freiburg, Lindemann chứng tỏ rằng π là số siêu việt (định lý Lindemann-Weierstrass). Sau thời gian ở Freiburg, Lindemann chuyển đến trường Đại học Königsberg. Trong thời gian làm giáo sư tại Königsberg, Lindemann đã làm hướng dẫn luận án tiến sĩ của David Hilbert, Hermann Minkowski, và Arnold Sommerfeld.
Ông qua đời ngày 6 tháng 3 năm 1939.